# Видричанська сільська рада
| Видричанська сільська рада — колишній орган місцевого самоврядування у Рахівському районі Закарпатської області з адміністративним центром у с. Видричка. Сільській раді були підпорядковані населені пункти: - с. Видричка |

## Склад ради
Рада складалася з 20 депутатів та голови.

## Керівний склад сільської ради
| ПІБ                       | Основні відомості                                                         | Дата обрання | Дата звільнення |
| ------------------------- | ------------------------------------------------------------------------- | ------------ | --------------- |
| Шемота Микола Миколайович | Сільський голова, 1960 року народження, освіта, член Партії регіонів      | 26.03.2006   | 31.10.2010      |
| Шемота Микола Миколайович | Сільський голова, 1960 року народження, освіта вища, член Партії регіонів | 31.10.2010   |                 |

Примітка: таблиця складена за даними джерела

## Населення
За переписом населення України 2001 року в сільській раді мешкало 2297 осіб.

### Мова
Розподіл населення за рідною мовою за даними перепису 2001 року:
| Мова       | Відсоток |
| ---------- | -------- |
| українська | 99,61 %  |
| угорська   | 0,22 %   |
| російська  | 0,17 %   |